# Khanat kalmouk
1630–1771
Entités suivantes :
- Empire russe
- Dynastie Qing

Le Khanat kalmouk de basse Volga (kalmouk cyrillique : Хальмг хана улс, translit. : Khal'mg khana uls ; mongol cyrillique : Халимагийн хант улс, translit. : Khalmagiin khant uls), est un khanat, établi de 1630 à 1771 par les Kalmouks, des Mongols oïrats torguts. Le territoire est dans les environs de l'actuelle Kalmoukie.

## Histoire
Dirigés par Kho Örlög, partis des environs de l'actuelle région autonome du Xinjiang, en République populaire de Chine vers 1630 pour s'établir dans la basse Volga, aux bord nord de la Mer Caspienne.
À différentes périodes ils s'allient avec les Tsars pour repousser des envahisseurs venus du Sud.
Le 16 janvier 1771, sous l'oppression de l'Empire russe, les 200 000 Kalmouks entreprirent leur retour dans la région du Xinjiang sous l'impulsion d'Ubashi Khan et s'établirent vers Ili. Seules 60 000 personnes arrivèrent vivantes à destination. Ubashi Khan rencontre l'Empereur mandchou de la Dynastie Qing, Qianlong, à Pékin.

## Table des khans Kalmouks
| Période | Nom chinois                          | nom mongol (sauf description contraire)                           | transcription latine            | Années                                      | Remarque                                                                                                 |
| ------- | ------------------------------------ | ----------------------------------------------------------------- | ------------------------------- | ------------------------------------------- | --- |
| 1re     | 和鄂尔勒克, hé'è ěrlèkè              | ? ᠥᠷᠦᠯᠭᠡ Хо Өрлөг                                                 | Kho Örlög                       | Règne 1628 — 1643 mort en 1644              | |
| 2e      | 书库尔岱青, shūkùěr dàiqīng          | Oïrate cyr. : Шүхэр дайчин (Shukher Daichin) russe : Шукур-Дайчин | Shukher Daichin                 | Règne 1645 — 1667 mort en 1667 ou 1673      | |
| 3e      | 朋楚克, péngchǔkè                    | Russe : Пунцук Мончак                                             | Ponchouke / Pountsouk-Montchak, | Règne 1667 — 1670 mort en 1670              | Fils de Sukher Daichin                                                                                   |
| 4e      | 阿玉奇, āyùqí                        | Аюук хан ou Аюуш, Ayuush ; mandchou : ᠠᠶᡠᡴᡳ / ayuki               | Ayouki Khan                     | Règne 1669 — 1724, vie 1640 — 1724          | fils de Pountsouk                                                                                        |
| 5e      | 策凌敦多布, cèlíng dūnduōbù          | Церен Дондук хаан (Russe : Церен-Дондук)                          | Tseren Donduk Khan              | Règne 1724 — 1735                           | Second fils de Ayouki                                                                                    |
| 6e      | 敦罗卜旺布, dūnluóbǔ wàngbù          | Дондук Омбо́ хаан (Russe : Дондук-Омбо)                            | Donduk Ombo Khan (ru)           | Règne 1735 — 1741 décédé en 1741            | Petit-fils de Ayouki                                                                                     |
| 7e      | 敦罗布剌什, dūnluóbǔ là(shí ou shén) | Дондук Даши хаан (Russe : Дондук-Даши)                            | Donduk Dashi Khan (ru)          | Règne 1741 — 1761 décédé en 1761            | Fils de 沙克都尔扎布, shākèdōuěrzābù                                                                     |
| 8e      | 渥巴锡, wòbāxī                       | ᠣᠪᠠᠱᠢ ᠬᠠᠭᠠᠨ, Убаши хаан, ubashi qaγan                             | Ubashi Khan (ou Oubacha Khan)   | Règne 1761 — 1771 vie 1742 — 9 janvier 1775 | Sous son ordre, exode de 200 000 Kalmouks de la basse Volga vers Ili en 1770, rencontre Qianlong à Pékin |
| 9e      |                                      | Russe : Додьби                                                    | Dodbi Khan                      | règne 1771 — 1781                           | |
| 10e     |                                      | Russe : Ассарай                                                   | As Saray Khan                   | règne 1781                                  | Dernier Khan Torgut                                                                                      |